# モンテカルロ (カー用品店)

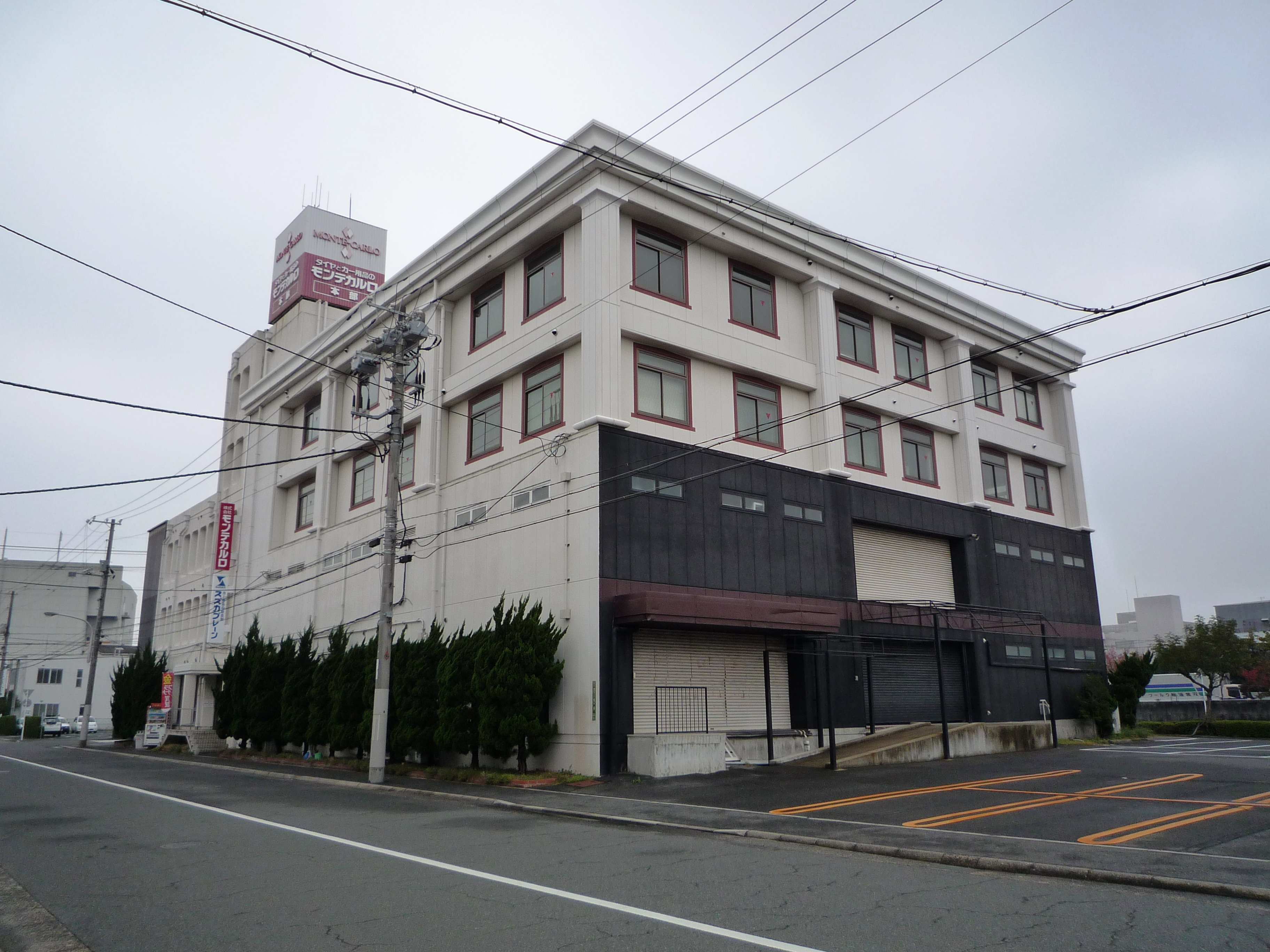
旧本社

モンテカルロは、広島県に本社を置く株式会社モンテカルロ（Montecarlo Co., Ltd.）がかつて運営していたカー用品の販売店。
株式会社モンテカルロは2012年3月に同業のイエローハットの完全子会社になり、2015年10月から全店舗がイエローハットとして営業。2017年10月に株式会社広島イエローハット（ひろしまイエローハット）に商号を変更した。

## 概要
1971年（昭和46年）6月に、個人事業として創業。翌1972年（昭和47年）3月に会社組織化した。主要事業はカー用品店『モンテカルロ』である。
2006年8月に静岡県の子会社（オートピア野田とタイヤプラザグランプリを経営していた株式会社ノダックス）を吸収合併した。独自の経営でカー用品販売を行っていたが、経営不振に因りモンテカルロ傘下の子会社に入ったものの、経営統合が行われモンテカルロ本体に吸収された。
2011年（平成23年）12月2日のプレスリリースで、2012年（平成24年）3月1日に同業のイエローハットの完全子会社になることを発表。
理由として近年の売り上げ低迷、また2010年および2011年に株価総額が3億円を下回り、上場廃止基準に抵触（後に3億円以上に回復）したことが挙げられている。
さらに3店舗（タイヤ専門館府中店・モンテカルロ磐田店・モンテカルロ小牧店）については『ディスモンド』に分割譲渡する事、及び6店舗（モンテカルロ呉店・モンテカルロ尾道東店・モンテカルロ港店・モンテカルロ小牧店・モンテカルロ磐田店・蔵之助可部店）の2011年（平成23年）12月18日付での閉店が発表された。また、卸売り事業からも撤退した。
モンテカルロが運営している店舗については、既存のイエローハットがある店舗については現行店舗名で継続。そうでない半分強の店舗は、店舗名をイエローハットに変更する予定とされた。
2015年10月1日をもって、モンテカルロ全店舗がイエローハットに変更された。2017年10月、株式会社モンテカルロは株式会社広島イエローハットへ商号を変更した。
なお、広島市安芸区にあるイエローハット安芸矢野店は、イエローハット傘下入り前のモンテカルロが閉店したイエローハット矢野店を取得し、モンテカルロ安芸矢野店として営業していた店舗である。
旧本社は西区商工センター4丁目8番1号にあり、イエローハット傘下になってから中区の吉島店内に本社を移転した。

### 事業
創業地広島県にて『イエローハット』を運営。かつては広島県のほか九州地方・東海地方に店舗を展開していた。

#### 現在行っている事業
- 『イエローハット』 - カー用品（旧：モンテカルロ）

#### 以前行っていた事業
- 『モンテカルロ』 - カー用品
- 『タイヤ専門館』 - タイヤ
- 『蔵之助』 - 中古・アウトレット
- 『モンテカルロ板金塗装』 - 板金塗装
- 『光速王』 - 車検
- 『新車のFシステム』 - 残価設定型自動車リース
- 『ダイヤバンク』 - 貴金属買取

### 関連会社
- ディスモンド - 吉島店の資産管理
- ナップチェーン - 卸売
- エイテック

## 沿革
- 1971年（昭和46年）6月 - 個人事業として創業。
- 1972年（昭和47年）3月
  - 『有限会社モリタオートサロン』を創業。
  - 『有限会社オートサロンモンテカルロ』に社名変更。
- 1975年（昭和50年）4月 - 『株式会社オートサロンモンテカルロ』に社名変更。
- 1978年（昭和53年）11月 - 『株式会社モンテカルロ』に社名変更。
- 1980年（昭和55年）4月
  - 『鈴鹿産業株式会社』に社名変更。
  - 小売部門を『株式会社モンテカルロ』に社名変更。
- 1996年（平成8年）10月 - 『株式会社モンテカルロ』に再度社名変更。
- 1997年（平成9年）11月 - 株式を店頭登録（現在のJASDAQ）。
- 2005年（平成17年）11月 - 『ナップチェーン』を子会社にする。
- 2011年（平成23年）
  - 12月2日 - イエローハットの子会社になることを決定。
  - 12月12日 - イエローハットが所有する優先株式の一部を普通株式に転換。イエローハットの子会社（50.1%）になる。
- 2012年（平成24年）
  - 1月26日 - 当日行われた臨時株主総会で、創業家の森田映一の社長退任および、イエローハット取締役の古澤丈男の社長就任が承認される。また、完全子会社化が承認される。
  - 2月27日 - 上場廃止。
  - 3月1日 - 株式交換によりイエローハットの完全子会社になる。
  - 本社を吉島店内に移転。
- 2015年（平成27年）10月1日 - 運営している全店舗が正式にイエローハット店舗になる。モンテカルロの名称は一部店舗の「モンテ○○店」として継承されている。
- 2017年（平成29年）10月 - 『株式会社モンテカルロ』から『株式会社広島イエローハット』に社名変更。

## 参照
1. ↑  『株式会社イエローハットによる株式会社モンテカルロの完全子会社化（優先株式の取得及び転換による 子会社化並びに株式交換による完全子会社化）に関するお知らせ』（プレスリリース）株式会社イエローハット、株式会社モンテカルロ、2011年12月2日。
2. ↑  “イエローハット、モンテカルロを買収”.   Response (2011年12月3日). 2022年2月23日閲覧。
3. ↑  
『当社株式の上場時価総額について』（プレスリリース）株式会社モンテカルロ、2010年8月3日。オリジナルの2011年10月12日時点におけるアーカイブ。
4. ↑  『当社株式の上場時価総額、事業の現状及び今後の展開等について』（プレスリリース）株式会社モンテカルロ、2010年10月15日。オリジナルの2011年10月12日時点におけるアーカイブ。
5. ↑  『当社株式の上場時価総額が３億円以上になったことについて』（プレスリリース）株式会社モンテカルロ、2011年3月1日。オリジナルの2011年10月12日時点におけるアーカイブ。
6. ↑  『当社株式の上場時価総額について』（プレスリリース）株式会社モンテカルロ、2011年4月4日。オリジナルの2011年10月12日時点におけるアーカイブ。
7. ↑  『事業構造改革に向けた施策の実施に関するお知らせ』（プレスリリース）株式会社モンテカルロ、2011年6月6日。オリジナルの2011年10月12日時点におけるアーカイブ。
8. ↑  『当社株式の上場時価総額、事業の現状及び今後の展開等について』（プレスリリース）株式会社モンテカルロ、2011年6月6日。オリジナルの2011年10月12日時点におけるアーカイブ。
9. ↑  会社分割、子会社の異動及び店舗閉鎖による経営合理化に関するお知らせ (PDF) [リンク切れ] - モンテカルロ 2011年12月2日
10. ↑  “モンテカルロ、イエローハット子会社化を前に不採算店6店舗を閉鎖”.   Response (2011年12月3日). 2022年2月23日閲覧。
11. ↑  平成24年3月期 第3四半期決算短信〔日本基準〕（連結） (PDF) [リンク切れ] - JASDAQ 2012年2月3日
12. ↑  “買収したモンテカルロ店名、半数超「イエローハット」に、看板替え認知度高める。”.   日経メッセ (2012年2月3日). 2015年11月26日時点のオリジナルよりアーカイブ。2022年2月23日閲覧。
13. ↑  “愛知県と広島県のモンテカルロ6店舗、イエローハットとして6月1日より営業開始”.   Response (2015年5月28日). 2022年2月23日閲覧。
14. ↑  “モンテカルロ トップページ”.   モンテカルロ. 2015年12月29日時点のオリジナルよりアーカイブ。2022年2月23日閲覧。 “イエローハット店舗としての営業についてのお知らせ”
15. ↑  “企業情報 株式会社広島イエローハット”. ひろしま就活応援サイト「Go！ひろしま」.   広島県雇用労働政策課. 2022年2月23日閲覧。

## 外部サイト
- モンテカルロ - ウェイバックマシン